# Simon Aggesen
Simon Aggesen (født 18. juni 1987 i Fredericia) er en dansk advokat, selvstændig og tidligere politiker, som var borgmester i Frederiksberg Kommune fra 2019 til 2021, valgt for Det Konservative Folkeparti. 
Han overtog borgmesterposten 18. marts 2019 efter forgængeren Jørgen Glenthøj gik af efter eget ønske før perioden var ovre. Før da var Simon Aggesen rådmand og formand for Kultur- og Fritidsudvalget. Han har været medlem af kommunalbestyrelsen på Frederiksberg fra 2009 til 2022, hvor han forlod politik for at blive selvstændig med sin egen rådgivningsvirksomhed.
Aggesen er cand.jur. fra Københavns Universitet. Han har tidligere arbejdet som advokat hos Gorrissen Federspiel, Danske Bank og senest MobilePay, inden han tiltrådte som borgmester. Simon Aggesen har to børn.

## Kontroverser
I september 2020 beskrev Ekstra Bladet, hvordan Aggesen i to bolighandler har tjent et tocifret millionbeløb bl.a. ved først at købe en 456 kvm. stor lejlighed på Frederiksberg Allé uden om en ejendomsmægler og siden dele den op og sælge den. Derefter købte han igen sammen med sin hustru en villa uden at den havde været udbudt til salg hos en mægler. Som følge af mediedækningen besluttede Folketingets Ombudsmand at bede Frederiksberg Kommune om en udtalelse i sagen, mens flere udtalte han burde trække sig forud for kommunalvalget i 2021. Ombudsmanden og Erhvervsstyrelsen har lukket og afsluttet sagen uden kritik.